# 郭晓东 (内蒙古军区)
郭晓东（1968年9月—）蒙古族，籍贯不详，中国人民解放军内蒙古军区后勤部供应处处长，第十二届内蒙古自治区人民代表大会代表。

## 生平
郭晓东生于1968年9月。中国共产党党员，大学学历。中国人民解放军内蒙古军区后勤部供应处处长。2013年当选第十二届内蒙古自治区人民代表大会代表，分入内蒙古军区代表团。